# Quincey Daniels
Quincey Daniels est un boxeur américain né le 4 août 1941 à San Diego, Californie.

## Carrière
Il participe aux Jeux olympiques d'été de 1960 et y remporte la médaille de bronze dans la catégorie super-légers.